# تجمع حلي (الشحر)

تعديل مصدري - تعديل

تجمع حلي هي إحدى قرى عزلة الشحر بمديرية الشحر التابعة لمحافظة حضرموت، بلغ تعداد سكانها 127 نسمة حسب تعداد اليمن لعام 2004.